# John Salmons
John Rashall Salmons, né le 12 décembre 1979 à Philadelphie en Pennsylvanie (États-Unis), est un joueur américain de basket-ball évoluant aux postes d'arrière et d'ailier.

## Biographie
Il est drafté en 2002 en 26e position par les Spurs de San Antonio qui l'envoient aussitôt aux 76ers de Philadelphie. Après quatre saisons dans l'équipe de sa ville natale, ce joueur apprécié pour sa polyvalence signe un contrat lucratif avec les Kings de Sacramento en 2006. Pour ses deux premières saisons chez les Kings, il inscrit 8,5 puis 12,5 points de moyenne. Il joue 53 rencontres de la saison 2008-2009 avec cette même franchise et tourne à 18,3 points, 4,2 rebonds et 3,7 passes par rencontre à 47,2 % au tir. Le 18 février 2009, peu de temps avant la clôture du marché des transferts, les Kings (qui doivent faire face à des difficultés financières) envoient le joueur aux Bulls de Chicago en compagnie de Brad Miller et en échange de Andrés Nocioni et Drew Gooden.
Il est de nouveau échangé le 18 février 2010 contre Hakim Warrick et Joe Alexander et arrive à Milwaukee ou il réalise une excellente saison en compilant 19,9 points par match. La saison suivante, il présente des statistiques de 14 points, 3,6 rebonds et 3,5 passes. Il s'engage par la suite avec les Kings de Sacramento au début de la saison 2011-2012.
Lors de l'intersaison 2014-2015, les Raptors l'envoient aux Hawks d'Atlanta en échange de Louis Williams et des droits sur Lucas Nogueira, mais Salmons est libéré peu de temps après par les Hawks, avant de se joindre aux Pélicans de la Nouvelle-Orléans.

## Records sur une rencontre en NBA
Les records personnels de John Salmons en NBA sont les suivants, :
| Record de la franchise |

| Type de statistique        | Saison régulière | Saison régulière                 | Saison régulière | Playoffs | Playoffs          | Playoffs      |
| Type de statistique        | Record           | Adversaire                       | Date             | Record   | Adversaire        | Date          |
| -------------------------- | ---------------- | -------------------------------- | ---------------- | -------- | ----------------- | ------------- |
| Points                     | 38               | 2 fois                           | 2 fois           | 35       | Celtics de Boston | 30 avril 2009 |
| Paniers marqués            | 14               | 2 fois                           | 2 fois           | 13       | Celtics de Boston | 30 avril 2009 |
| Paniers tentés             | 24               | @ Heat de Miami                  | 9 mars 2009      | 23       | @ Hawks d'Atlanta | 20 avril 2010 |
| Paniers à 3 points réussis | 6                | @ Hornets de La Nouvelle-Orléans | 24 février 2013  | 5        | Celtics de Boston | 30 avril 2009 |
| Paniers à 3 points tentés  | 11               | Bobcats de Charlotte             | 11 avril 2009    | 9        | Celtics de Boston | 30 avril 2009 |
| Lancers francs réussis     | 12               | Nets du New Jersey               | 26 novembre 2008 | 10       | Hawks d'Atlanta   | 26 avril 2010 |
| Lancers francs tentés      | 16               | Nets du New Jersey               | 26 novembre 2008 | 10       | Hawks d'Atlanta   | 26 avril 2010 |
| Rebonds offensifs          | 6                | Suns de Phoenix                  | 31 janvier 2006  | 2        | 3 fois            | 3 fois        |
| Rebonds défensifs          | 11               | 3 fois                           | 3 fois           | 5        | 2 fois            | 2 fois        |
| Rebonds totaux             | 14               | @ Warriors de Golden State       | 14 janvier 2009  | 6        | 4 fois            | 4 fois        |
| Passes décisives           | 12               | 2 fois                           | 2 fois           | 7        | Hawks d'Atlanta   | 24 avril 2010 |
| Interceptions              | 6                | 2 fois                           | 2 fois           | 6        | @ Hawks d'Atlanta | 17 avril 2010 |
| Contres                    | 3                | 3 fois                           | 3 fois           | 3        | Celtics de Boston | 26 avril 2009 |
| Balles perdues             | 7                | 3 fois                           | 3 fois           | 4        | Celtics de Boston | 23 avril 2009 |
| Minutes jouées             | 57               | @ Warriors de Golden State       | 14 janvier 2009  | 60       | Celtics de Boston | 30 avril 2009 |

- Double-double : 17
- Triple-double : 1